# Neidbau

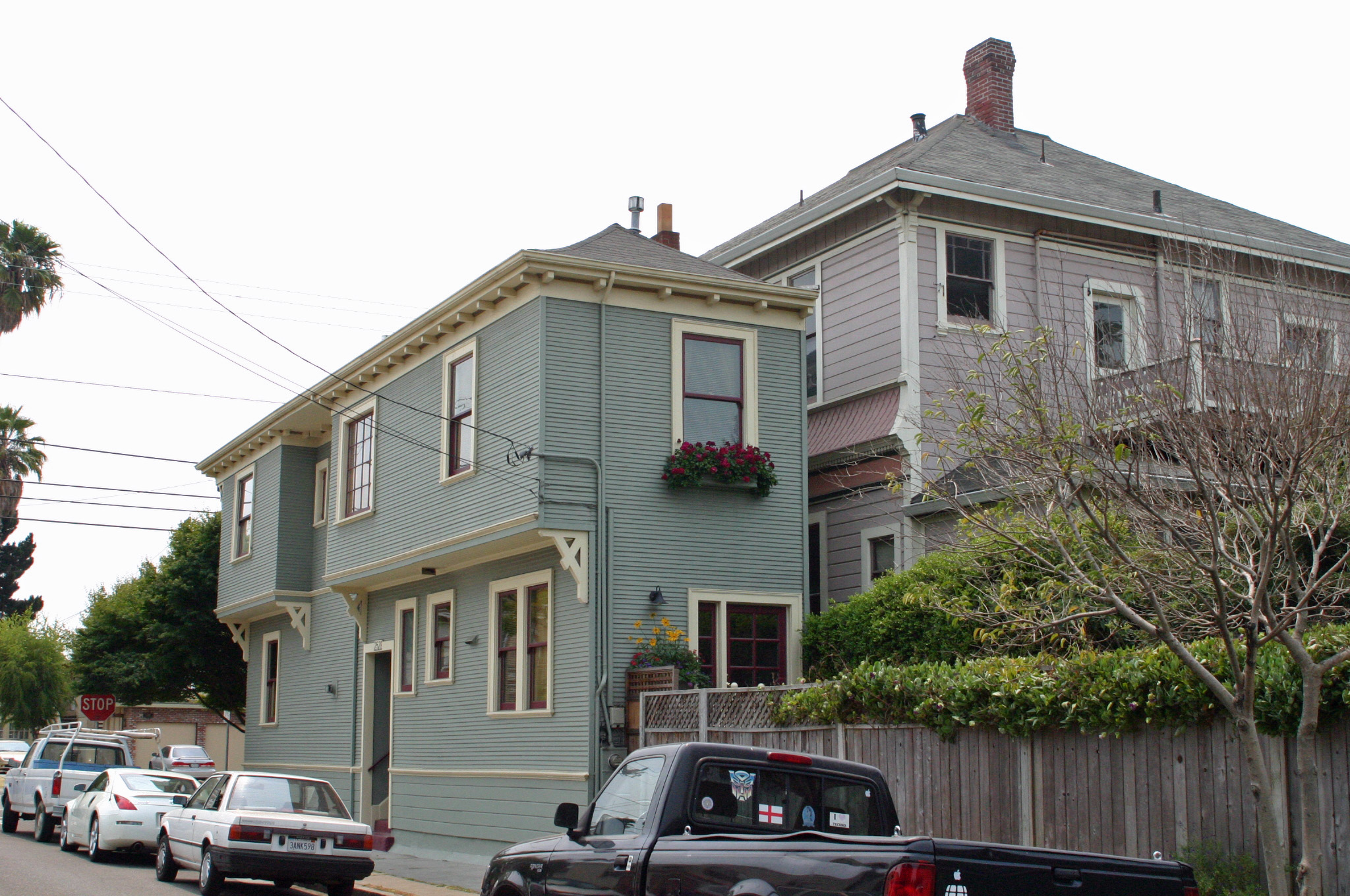
Neidbau in Alameda, Kalifornien

Neidbau ist ein veralteter Rechtsbegriff für ein Bauwerk, das nicht ausschließlich im eigenen Interesse, sondern vor allem deshalb errichtet wird, um einen Nachbarn zu schikanieren beziehungsweise ihm einen Nachteil zuzufügen. Der Begriff „neydpau“ erscheint 1489 schriftlich im Stadtrecht von München. Auch das Stadtrecht von Hamburg (1603), die Bauordnungen von Ulm (1683) und Augsburg (1740) kennen den Neidbau. Die Errichtung eines Neidbaues wird in den verschiedenen Rechtsordnungen als rechtsmissbräuchlich und damit als verboten bezeichnet. 
Der Neidbau ist heute noch im Schweizer Recht im Zusammenhang mit Art. 2 II des Zivilgesetzbuches („Der offenbare Missbrauch eines Rechtes findet keinen Rechtsschutz.“) geläufig. Auch das deutsche Bürgerliche Gesetzbuch untersagt mit dem Schikaneverbot (§ 226, „Die Ausübung eines Rechts ist unzulässig, wenn sie nur den Zweck haben kann, einem anderen Schaden zuzufügen.“) einen Neidbau.